# (6942) Юрийгуляев
(6942) Юрийгуляев (лат. Yurigulyaev) — типичный астероид главного пояса, открыт 16 декабря 1976 года советским астрономом Людмилой Черных в Крымской астрофизической обсерватории и 18 сентября 2005 года назван в честь советского и российского физика Юрия Гуляева.

## Обнаружение и именование
(6942) Юрийгуляев
Открыт 16 декабря 1976 года в Крымской астрофизической обсерватории Л. И. Черных.
Юрий Васильевич Гуляев (р. 1935) — директор Института радиотехники и электроники в Москве и выдающийся специалист в области физики твёрдого тела, радиотехники, электроники и компьютерных наук.
Оригинальный текст (англ.)6942 Yurigulyaev
Discovered 1976 Dec. 16 by L. I. Chernykh at the Crimean Astrophysical Observatory.
Yuri Vasilʹevich Gulyaev (b. 1935) is the director of the Institute of Radio Engineering and Electronics in Moscow and a prominent specialist in the fields of solid state physics, radio science, electronics and computer sciences.
Источники: 20050919/MPCPages.arc; M.P.C. 54825.

## Орбита

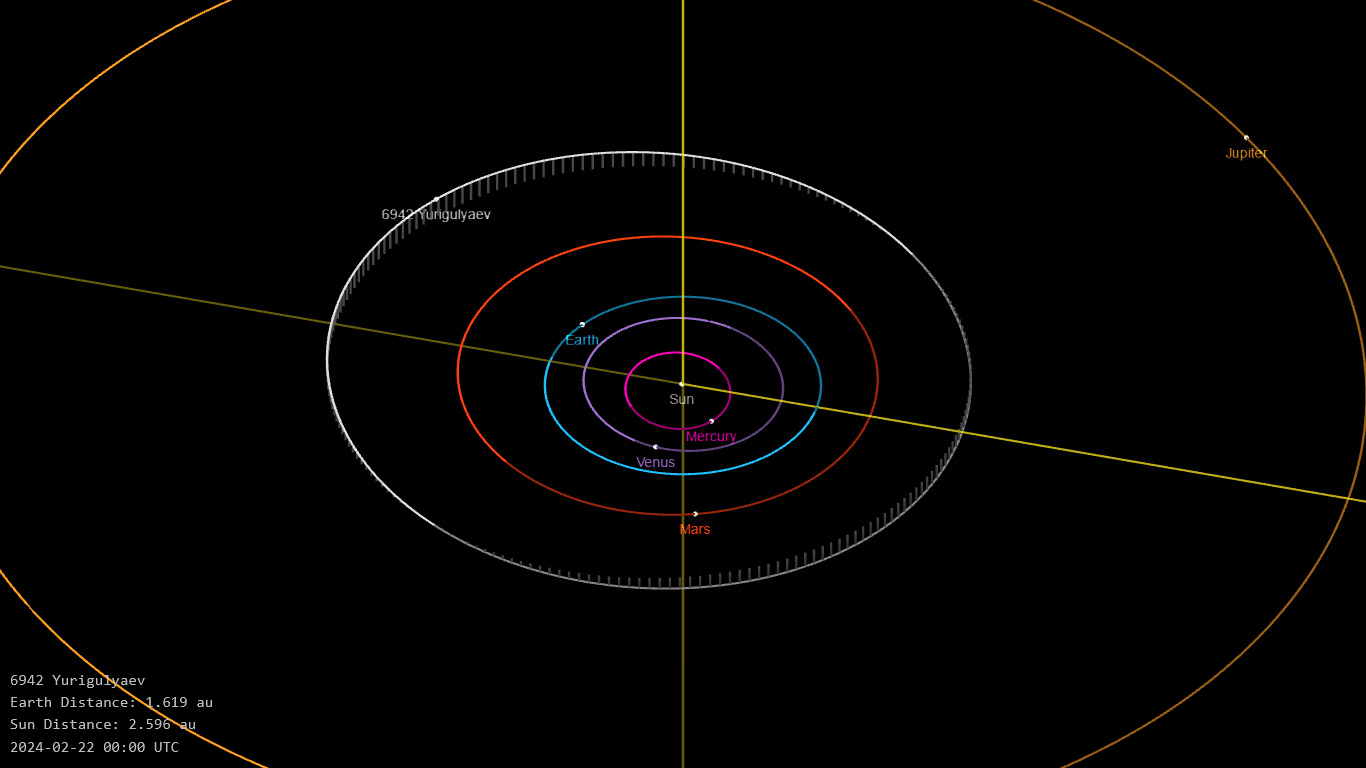
Орбита астероида Юрийгуляев и его положение в Солнечной системе

## Физические характеристики
Астероид относится к таксономическому классу S.
По результатам наблюдений в видимом и ближнем инфракрасном диапазоне космического телескопа NEOWISE диаметр астероида оценивался равным 6,039±0,124 км, 5,75±1,30 км, 4,07±1,61 км, 5,745±1,519 км и 7,31±1,91 км. Согласно тем же источникам альбедо оценивается как 0,1759±0,0286, 0,15±0,08, 0,18±0,13, 0,0991±0,0594, 0,176±0,029 и 0,083±0,059.